# Cantó d'Alaug
El cantó d'Alaug és un cantó francès del departament de les Boques del Roine, situat al districte de Marsella. Té 2 municipis i el cap es Alaug.

## Municipis
- Alaug
- Lo Plan de Cucas

| Data d'elecció                           | Identitat        | Partit           | Qualitat |
| ---------------------------------------- | ---------------- | ---------------- | -------- |
| 1973-1985                                | Jean Masse       | SFIO, després PS |          |
| 1985-1992                                | Maurice Bertrand | RPR              |          |
| 1992-2008                                | Roland Povinelli | PS               |          |
| 2008-                                    | Richard Éouzan   | PS               |          |
| les dades anteriors no són pas conegudes |                  |                  |          |